# Ottavio Lanza Branciforte
Ottavio Lanza Branciforte, XII principe di Trabia (Palermo, 20 novembre 1863 – Roma, 8 giugno 1938), è stato un nobile, militare e politico italiano.

## Biografia
Nacque a Palermo il 20 novembre 1863 da Giuseppe, X principe di Trabia (1833-1868), e dalla di lui consorte la nobildonna fiorentina Sofia Galeotti (1839-1936), Dama di Palazzo della Regina d'Italia, di cui era il secondo di tre figli.
Fece studi liceali a Firenze e in seguito frequentò l'Accademia militare di Modena. Fu creato Duca Lanza Branciforte dal re Vittorio Emanuele III d'Italia con Regio Decreto motu proprio del 9 marzo 1905, e Regie lettere patenti del 21 dicembre dello stesso anno. 
Duca di Camastra, visse per lunghi anni a Parigi, dove nel 1905 sposò la nobildonna francese Rose-Blanche Ney d'Elchingen (1871-1939), figlia di Napoléon, duca d'Elchingen.
Mutò il cognome in Lanza Spinelli Branciforte, con regio decreto 12 luglio 1908.
Prese parte alla guerra italo-turca, dove fu vicedirettore della nave-ospedale Regina Elena (1911-12), e alla prima guerra mondiale con il grado di tenente di cavalleria di complemento. Fu decorato con la Medaglia di bronzo al Valor Militare per il comportamento sul Piave nel 1917.
Nella sua residenza nel quartiere parigino di Auteuil, vi fece trasferire il salone-teatro di Palazzo Butera. Aderì al Fascismo, e nella capitale francese fondò una sede estera della Casa del Fascio, e si fece promotore di iniziative e di opere assistenziali a favore della comunità italiana colà residente.
Nel 1929, morì il fratello maggiore Pietro, XI principe di Trabia, e poiché a questi erano premorti tutti e tre figli maschi, gli succedette nel possesso dei titoli nobiliari della famiglia. Assieme alla consorte si stabilì a Palazzo Butera. Cinque anni più tardi, nel 1934, ebbe la nomina a Senatore del Regno.
Morì a Roma l'8 giugno 1938, all'età di 74 anni, e non avendo lasciato alcuna discendenza, tutti i titoli passarono ai membri del ramo cadetto dei Principi Lanza di Scalea. Dopo la sua morte, il teatro allestito nella sua residenza di Parigi venne donato all'Ambasciata italiana di Francia.